# Кастекс, Мануэль Гильермо
Мануэль Гильермо Арауз Кастекс (исп. Manuel Guillermo Arauz Castex; 18 февраля 1915, Буэнос-Айрес, Аргентина — 28 января 2001) — аргентинский государственный деятель, министр иностранных дел Аргентины (1975—1976).

## Биография
В 1938 г. с отличием окончил юридический факультет Университета Буэнос-Айреса. В 1941 г. получил докторскую степень в области права, защитив диссертацию на тему «Закон об общественном порядке».
- 1944—1949 гг. — ассистент профессора гражданского права Университета Буэнос-Айреса, до 1955 г. — профессор; затем занимался адвокатской деятельностью.
- 1973—1975 гг. — член Верховного суда,
- 1975—1976 гг. — министр иностранных дел Аргентины.